# Forgyldning
Forgyldning er betegnelsen for et lag af guld, bladguld eller guldfarvet materie.
Middelalderens europæiske malerier på panneau var ofte forgyldte ved hjælp af guldgrund. På samme måde kan skulpturer være helt eller delvis forgyldte. Der benyttes forskellige mekaniske eller kemiske metoder, i særdeleshed for keramik, metal- eller træarbejder (for eksempel til møbler). I dag anbringes guld på metalarbejde som oftest gennem elektrolyse.
En ældre metode til at forgylde metalgenstande er den såkaldte brandforgyldning eller lueforgyldning. Genstanden pensledes med en amalgam bestående af kviksølv og guld og opvarmedes derefter sådan, at kviksølvet fordampede. Metoden ophørtes med at blive brugt i almindelighed på grund af de meget giftige kviksølvdampe som dannes med denne metode.